# Niederrheinischer Radwandertag

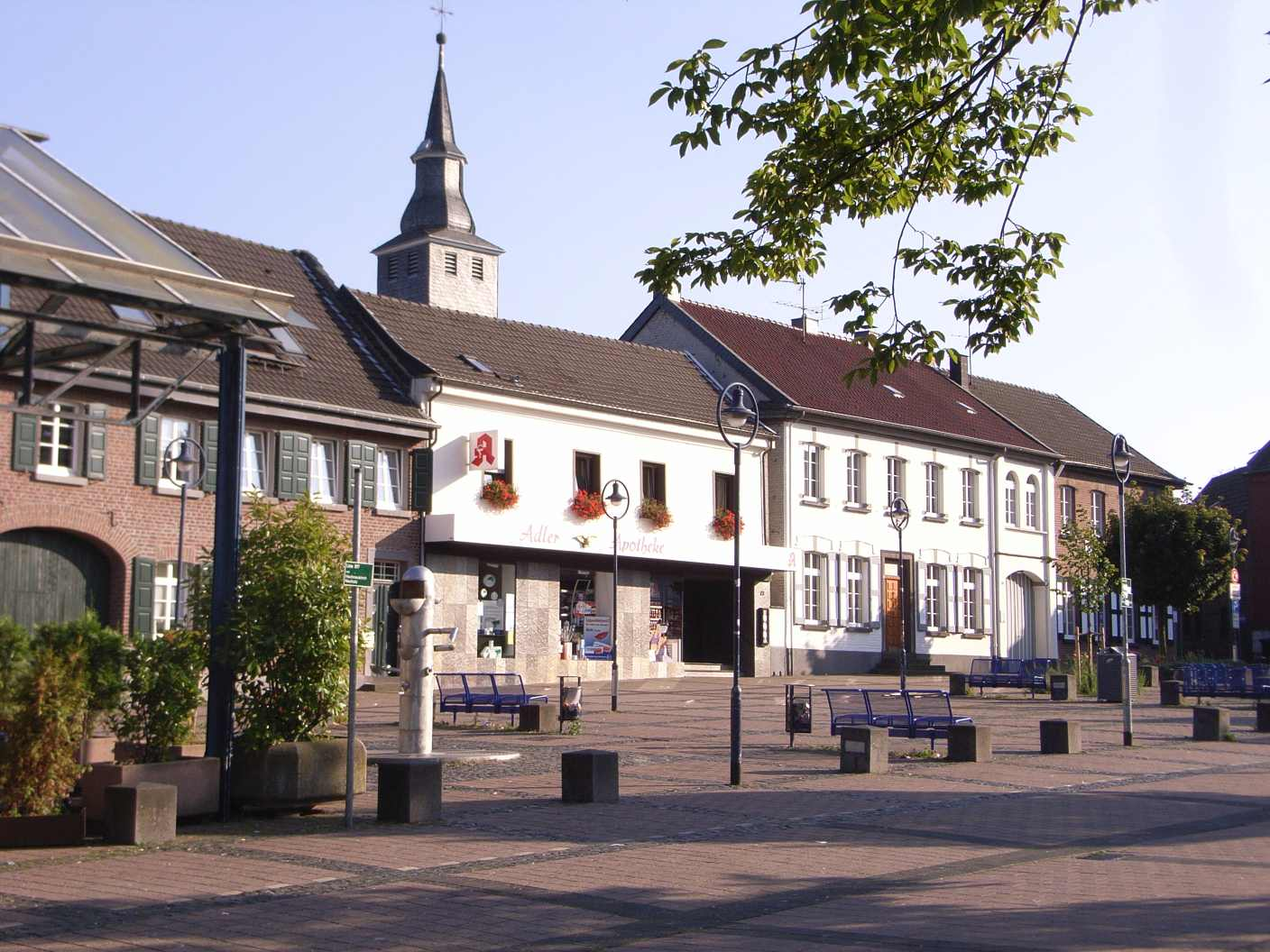
Jüchen am südlichen Niederrhein war 2016 in mehrere Strecken eingebunden

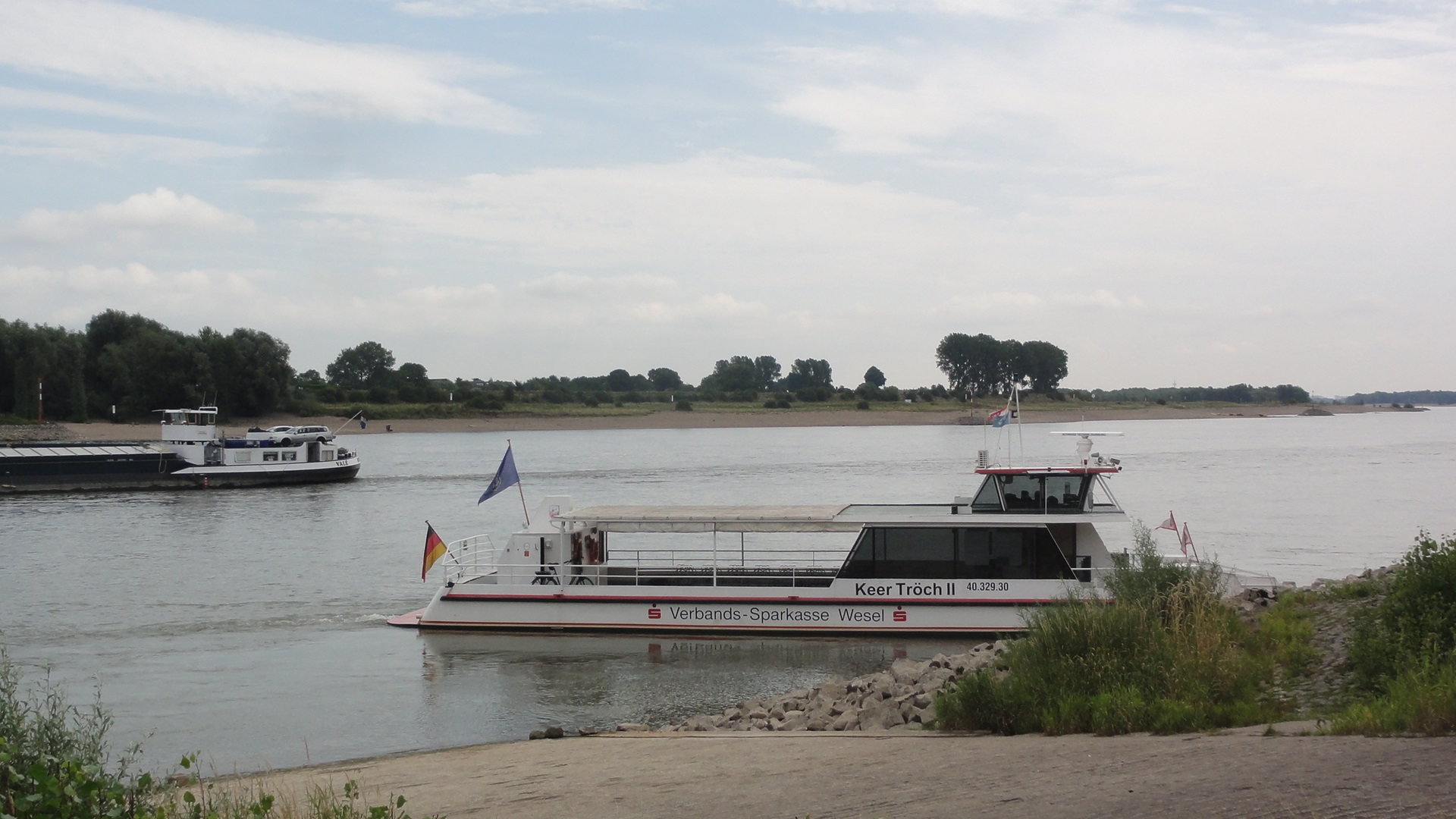
Die Rheinfähre zwischen Wesel-Bislich und Xanten war 2016 Teil einer Strecke mit Rheinüberquerung

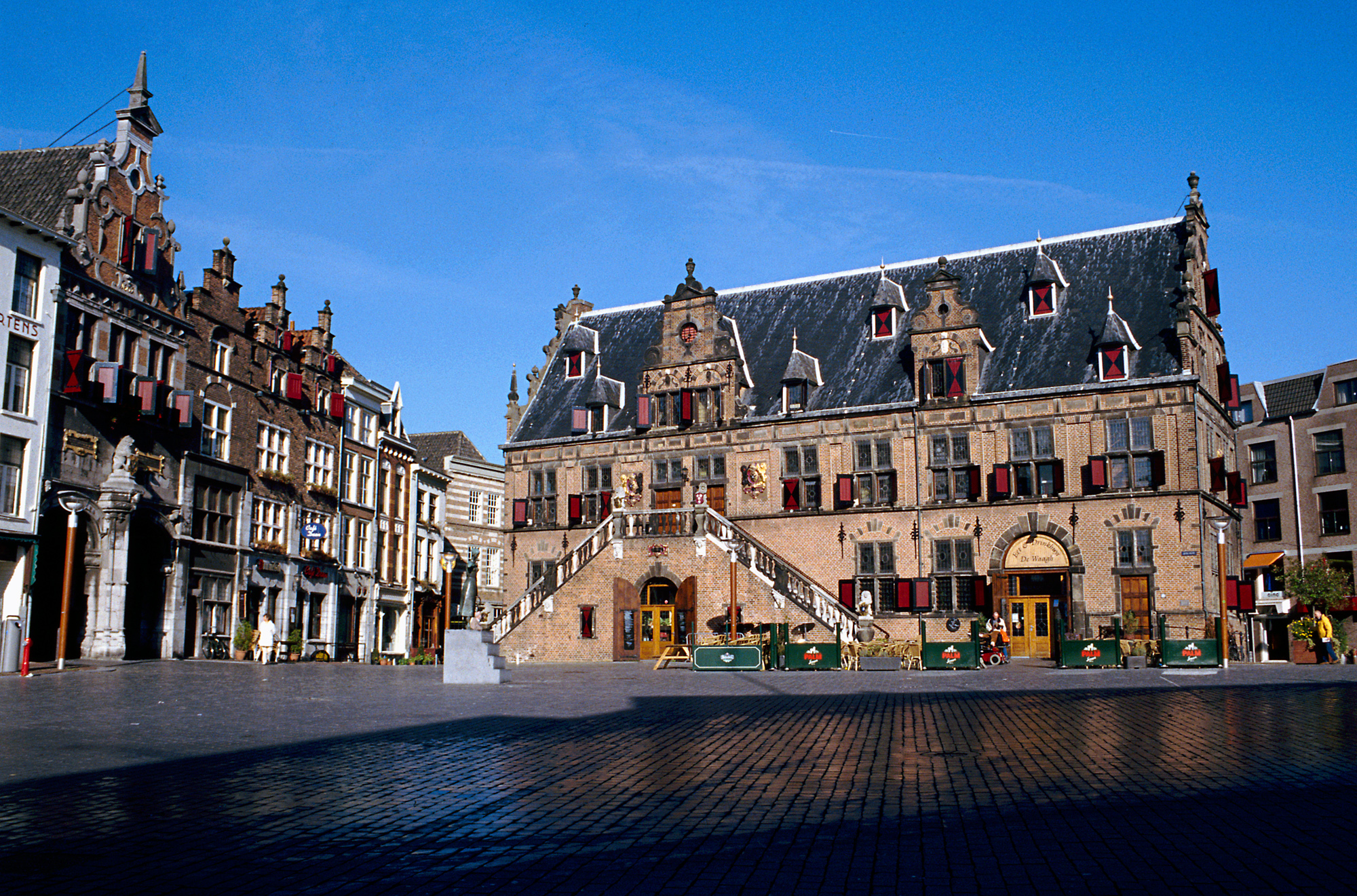
Die niederländische Stadt Nijmegen nahm 2016 ebenfalls teil

Der Niederrheinische Radwandertag ist eine Veranstaltung für Radfahrer, die an weiten Teilen des Niederrheins und zum Teil in den angrenzenden Niederlanden stattfindet. Er wird seit 1992 jährlich veranstaltet und fällt auf den ersten Sonntag im Juli.

## Teilnehmende Städte und Gemeinden
Die erste Veranstaltung 1992 wurde von den Städten Krefeld, Tönisvorst, Viersen, Kempen und Grefrath durchgeführt. In den folgenden Jahren schlossen sich weitere Kommunen an und 1995 wurde die Veranstaltung durch die Teilnahme der niederländischen Städte Venlo und Roermond erstmals grenzüberschreitend durchgeführt. Stand 2016 führten die Strecken des Radwandertags durch 72 Städte und Gemeinden. Das Streckennetz bezog nahezu die gesamte Region Niederrhein ein und reichte an verschiedenen Stellen bis in die Niederlande hinein.

## Konzept
Stand 2016 gab es im Rahmen des Radwandertags 70 Strecken, die durch 72 Städte und Gemeinden führten. Die kürzesten Strecken haben eine Länge von rund 20 Kilometern und sind ausdrücklich als Kurzstrecken vorgesehen, während die weiteren Strecken im Rahmen von rund 30 bis 70 Kilometern liegen und teils noch etwas über diese Distanz hinausgehen. Die Gesamtlänge aller Strecken beträgt rund 3.000 Kilometer. Es handelt sich um Rundwanderwege, an deren Start- und Zielpunkten jeweils ein Unterhaltungs- bzw. Kulturprogramm sowie Gastronomie angeboten werden. An den Start- und Zielorten werden auch Stempel für Teilnehmer vergeben und Verlosungen für Teilnehmer durchgeführt, die Stempel aus drei Orten vorweisen können. Neben verschiedenen Landschaftsformen zählen zum Beispiel Wasserschlösser zu den Attraktionen entlang der Strecken.

## Teilnehmerzahlen
Bei der Erstveranstaltung im Jahr 1992 wurden rund 2.300 Teilnehmende gezählt. Bereits zum Folgejahr hin verdoppelte sich diese Zahl und mit der zunehmenden Ausweitung der Veranstaltung auf die gesamte Region stieg die Zahl der Teilnehmenden auf rund 25.000 bis 32.000 in den Jahren um 2000. Diesen Umfang behielt die Veranstaltung ungefähr bei.